# Settman på plats (TV-program)
Settman på plats var namnet på en svensk underhållningsprogram som direktsändes lördagar 20:00 i SVT1 mellan 2 november och 14 december 2013, från SVT:s studio 1 i Stockholm. 
Programförklaringen löd: "Med avstamp i veckans aktualiteter bjuder programledaren och komikern Peter Settman på bus och oväntade upptåg varje lördag fram till jul. Kända gäster överraskar och bjussar på nya sidor av sig själva. Ingen går säker under programmet, vare sig i studion eller hemma i soffan, då strålkastarljuset lika gärna kan riktas mot någon i publiken som blir kvällens stjärna."

## Medverkade
- 2 november Sanna Nielsen, Måns Zelmerlöw, Johan Petersson (programledare)
- 9 november Erik Hamrén, Rachel Molin, Eliza Doolittle
- 16 november Backstreet Boys, Carolina Gynning, Joe Labero
- 23 november Per Andersson (skådespelare), Måns Möller, Awa (Awa Santesson-Sey)
- 30 november Pernilla Wahlgren, Andreas Johnson
- 7 december Marie Serneholt, Morgan Alling, Thomas DiLeva
- 14 december Carolina Klüft, Fredde Granberg, Movitz

En återkommande gäst i alla episoder var den svensk-nyzeeländske ståuppkomikern Al Pitcher.